# الاضطراب السلوكي
الاضطرابات السلوكية أو الانفعالية Emotional Behavioral Disorders هي إحدى فئات الإعاقة الرئيسة التي تتميز باختلاف السلوك جوهرياً وبشكل مستمر عن السلوك الطبيعي مما يؤثر سلبياً على الأداء الاكاديمي ويتطلب تقديم خدمات التربية الخاصة والخدمات الداعمة.
وتعريف الاضطراب السلوكي أو الانفعالي ليس أمراً سهلاً. فاذا كان الطفل الذي لديه اضطراب سلوكي يظهر استجابات غير تكيفية أو غير ملائمة لعمره الزمني، فإن معظم الأطفال يصدر عنهم أحيانا استجابات من هذا النوع. ومن جهة أخرى، فالاطفال الذين يعانون من اضطرابات سلوكية يتصرفون بشكل طبيعي أحياناً فليس كل سلوكهم غير تكيفي. وإذا كان من الصعب تمييز السلوك الطبيعي عن السلوك المضطرب بدقة ووضوح، فبدهي ان تكون عملية التشخيص عملية ذاتية غير موضوعية بالكامل. وما التفاوت الهائل في تقديرات نسب شيوع الاضطرابات السلوكية والانفعالية الاّ دليل على ذلك. فقد يكون السلوك مقبولاً في وضع ما ولكنه غير مقبول في وضع آخر. ولذا فان تعريف السلوك المضطرب وتحديده لا يقتصران على خصائصه فقط ولكنهما يشملان الحكم على مدى ملاءمته للظروف أيضا، مما ينطوي على صعوبات جمة. وبالإضافة إلى ما سبق، فان الاضطرابات السلوكية ترافق حالات الإعاقة الأخرى (وخاصة التخلف العقلي وصعوبات التعلم) في كثير من الحالات، ولهذا فليس من السهل تحديد ما إذا كان السلوك المضطرب ناجماً عن اعاقة انفعالية أو أية اعاقة أخرى.

## فئات الاضطرابات الانفعالية السلوكية
1. اضطرابات التصرف
مثل عدم الطاعة والنزعة نحو السيطرة- السلوك الفوضوى - التخريب - الشجار - لفت انتباه الآخرين بالطريقة شاذة - الغيرة - الانسحاب الاجتماعي - نوبات الغضب.
2. اضطرابات الشخصية 
مثل: الانسحاب - القلق - الخجل- عدم الشعور بالسعادة - الشعور بالدونية - القلق - الاكتئاب - الحزن - الحساسية المفرطة - العدوان- العنف - الفصام.
3. اضطراب عدم النضج 
مثل: السلبية - أحلام اليقظة - عدم القدرة على الانتباه - الافتقار للمهارات الحركية - الخمول - البلادة - سهولة الارتباك.
4. اضطراب العدوان الاجتماعي 
مثل: الجنوح - الهرب من المدرسة - السرقة - التغيب المتكرر عن المدرسة - الرجوع المتأخر للمنزل - مصاحبة رفقاء السوء. 

## اضطرابات التصرف
تتضمن هذه الفئة الأطفال الذين خاصيتهم الاساسية هي السلوك غير العادي، والذي يؤدي إلى عدم التقبل الاجتماعي. وتتضمن هذه الفئة بعض اشكال الانحراف المتعارف عليها قانونياً الا انها تشمل اشكالاً أخرى من الاضطرابات التي لا تصنف كانحراف، مثل العصيان، والمشاجرة، والتنمر، والسلوك الفوضوي التخريبي، ونوبات الغضب. والمهم معرفة ان انتهاك الطفل للقانون مرة لا يعني انه يعاني من اضطرابات التصرف. كما ان السلوك غير السوي ينبغي ان يكون في السياق الاجتماعي الثقافي حتى يكون معيقاً اجتماعياً. وتظهر الدراسات المسحية ان جميع الاولاد تقريباً يقومون في وقت ما بما يعتبر مخالفاً للقانون، رغم انهم اسوياء تماماً وليس لديهم أي شكـل من أشكال الاضطرابات. كذلك فان اضطرابات التصرف لا تعني بالضرورة وجود انحراف، ومعظم الأطفال الذين يعانون من اضطرابات التصرف يقتصر اضطرابهم على البيت. وغالباً ما يكون لدى الأطفال ذوي اضطرابات التصرف صعوبات انفعالية ومنها بشكل خاص الاكتئاب الا ان الرفض الاجتماعي هو السمة الغالبة عليهم. ومع ان هذا التصنيف يضم فئة واسعة من الأطفال الذي يعانون من اضطرابات متنوعة، فان لديهم

## الاضطرابات السلوكية البسيطة
يبدو الاضطراب السلوكي لدى الطفل على شكل سلوك متنوع لا يتناسب مع الموقف ويؤدي إلى حالة من الانزعاج لدى المهتمين بالطفل ويعيق تعلم الطفل وتفاعله الاجتماعي. وتتفاوت هذه الاضطرابات في شدتها بين اضطرابات سلوكية بسيطة ومتوسطة وشديدة.
ويميز بعض اختصاصيي الصحة النفسية بين سوء التكيف البسيط والاضطرابات العصابية والاضطرابات الذهانية. وتنجم حالات سوء التكيف البسيط عن مشكلات موقفية عارضة تؤدي إلى حالة من القلق أو الاضطراب التي يتم التغلب عليها بالدعم الاجتماعي أو باستخدام المهارات التكيفية التي يمتلكها الفرد. ولا تؤثر الاضطرابات البسيطة تأثيراً ملحوظاً على انتاجية الفرد أو على تعلمه وتفاعله الاجتماعي. اما الاضطرابات العصابية، فهي أكثر شدة ويمكن ان تؤثر على تعلم الفرد وتفاعله الاجتماعي على نحو متوسط ولكنـه يبقى متصلاً بالواقع. واما الاضطرابات الذهانية فهي تؤثر على مجمل الصحة النفسية للفرد وعلى انتاجيته واتصاله بالواقع.

## الاضطرابات السلوكية المتوسطة
تعتبر الاضطرابات السلوكية متوسطة عندما تظهر لدى الطفل وكأنها غير مرتبطة بوجود موقف ضاغط محدد، وقد يستمر الاضطراب المتوسط بعد زوال الموقف الضاغط. في حين يتوقف الاضطراب البسيط بانتهاء الموقف الضاغط
ويطلق بعض المختصين في الصحة النفسية اسم (العصاب) على الاضطرابات المتوسطة، وهي اضطرابات تؤثر على تعلم الطفل وتفاعله الاجتماعي ولكنها لا تؤثر على اتصاله بالواقع كما هو الامر في حالة الاضطراب الذهاني. وتشمل الاضطرابات المتوسطة طائفة واسعة من السلوك المتنوعمثل الوسواس والفعل القهري والرهاب المرضي والاكتئاب والسلوك العدواني.
ويمكن للطفل الذي يعاني من اضطرابات سلوكية متوسطة ان يتعلم في المدرسة العادية ولكنه قد يحتاج إلى الالتحاق بغرفة مصادر يدرس فيها معلم مختص في التربية الخاصة في اوقات محددة من اليوم الدراسي، ويلتحق بالصفوف العادية في باقي الاوقات مع معلمين عاديين لديهم التدريب المناسب.

## الاضطرابات الشخصية
الشخصية هي الحصيلة الخاصة والفريدة للصفات والعادات والافكار والاتجاهات والسلوك، التي تفاعلت وتناسقت لتكوين وحدة دينامية تميز الشخص عن غيره، وتسهل له التكيف والتعامل مع الظروف والمحيط الذي يعيش فيه. وهذا يعني ان عشرات العوامل تتداخل وتتفاعل لتكوين الشخصية وان اختلاف صفة واحدة يمكن ان تميز شخصية عن أخرى حتى لو تشابهت كل العوامل الأخرى.
اما اضطراب الشخصية فهو اضطراب عقلي طويل الامد يتميز بانماط سلوكية غير تكيفية فيما يتعلق بادراك الذات والبيئة المحيطة. ويصنف دليل تشخيص الاضطرابات العقلية الرابع (DSM-IV) اضطرابات الشخصية ضمن ما يزيد عن أحد عشر اضطراباً مختلفاً، وأكثر هذه الاضطرابات تميزا من حيث الانماط السلوكية هي:
1. الشخصية القهرية (Compulsive Personality) وتتميز بالانشغال المفرط بالقواعد والنظام والفاعلية والتفاصيل والعجز عن التعبير عن العواطف الدافئة.
2. الشخصية الارتيابية (Paranoid Personality) وتتميز بعدم الثقة والارتياب،
3. الشخصية غير الاجتماعية (Antisocial Personality) أو السيكوباثية (Psychopath) وتتميز بالصراع المستمر مع المجتمع وعدم الشعور بالذنب وعدم الإخلاص في العلاقات مع الآخرين.

## الخجل
الأطفال الخجولون عـادة جبناء، يخافون بسهولة، وغير واثقين، وحيويون، ومتواضعون، ويتجنبون الالفة والاتصال بالآخرين، ولا يقومون بالمبادرة أو التطوع. وفي المواقف الاجتماعية، يظلون صامتين أو يتحدثون بصوت خافت، ويتجنبون الاتصال البصري بمن يتحدث اليهم، ولا يلزمون انفسهم باي شي. وفي الصف لا يشاغبون، ولا يثيرون المتاعب لا للمعلم ولا للرفاق، ولذا تندر ملاحظتهم. والاطفال الخجولون لا يحسنون تقديم انفسهم للآخرين ويشعرون بعدم الارتياح الداخلي وعدم الاستقرار والميل إلى تجنب المواقف الاجتماعية. وإذا تواجدوا في المواقف الاجتماعية تظهر عليهم اعراض القلق. وغالبا ما يؤدي خوفهم من التقييم السالب من قبل الآخرين إلى الارتباك وعدم البراعة ومحدودية اللغة مما يعزز شعورهم بالاختلاف والنقص وبالتالي الخجل. وقد يظهر الأطفال الخجل في المدرسة ولكنهم يتصرفون خلاف ذلك في البيت. وقد يكون عدم شعور الطفل بالامن الناتج عن اساليب تنشئة والدية خاطئة كالحماية الزائدة أو النقد المستمر من اسباب الخجل كما ان النموذج الوالدي أو المزاج الموروث أو الإعاقة الظاهرة أو الخفية من اسباب الخجل.وينصح الوالدان في هذه الحالة بتوفير الأمن للطفل وتعليمه المهارات الاجتماعية اللازمة للتفاعل الناجح مع الآخرين وتشجيع الجرأة لدى الطفل وتعزيزه على القيام بالسلوك الاجتماعي المناسب. كما ان الحديث الإيجابي مع الذات قد يكون مفيداً مع المراهقين في التخلص من مشاعر القلق التي تعزز الخجل.

## العلامات التي تظهر على الاشخاص الذين يعانون من الاضطرابات
1-تخريب أو تدمير الممتلكات.
2-إيذاء أو التهديد بإيذاء أنفسهم أو الآخرين أو الحيوانات الأليفة.
3-الانطواء والعزلة الاجتماعية.
4-إحداث نوبات غضب ومجادلات.
5-النشاط الجنسي المبكِّر.
6-التدخين في سنٍّ مبكِّرةٍ أو شرب الكحول أو تعاطي المخدِّرات.
7-الكذب أو السرقة.
8-الأداء السيِّئ في المدرسة أو الهروب منها.
9- القلق.
10- سوء التوافق الاجتماعي
11- الانسحاب الاجتماعي 
12- تشتت الانتباه
13- النشاط الحركي الزائد 
14- الخجل والاكتئاب

## نسبة الانتشار
تتراوح مابين 1-15% إلا أن النسبة المعتمدة في معظم الدول هي 2% وفيما يتعلق بنسبة توزيع الاضطرابات السلوكية حسب متغير الشدة فالغالبية العظمى من الحالات هي من النوع البسيط أو المتوسط في حين أن حالات قليلة جدا هي من النوع الشديد أو الشديد جدا. أما من حيث متغيري الجنس والعمر، فالدراسات تشير إلى أن الاضطرابات الانفعالية أكثر شيوعا لدى الذكور حيث أنها أكثر بضعفين إلى خمسة أضعاف منها لدى الإناث. وفيما يتعلق بالعمر الزمني فالاضطرابات الانفعالية قليلة الحدوث نسبيا في المرحلة الابتدائية وترتفع بشكل ملحوظ في مرحلة المراهقة وتعود فتنخفض بعد ذلك.

## الاسباب

### 1- عوامل وراثية (بيولوجية)
تشتمل العوامل لبيولوجية على العوامل الجينية، والعوامل البيوكيماوية، والعوامل العصبية. ومن المتوقع أن تكمن وراء السلوك المضطرب عوامل بيولوجية . ولكن الحقيقة هي أن البحث العلمي لم ينجح إلا في حالات نادرة في تقديم أدلة على أن السلوك المضطرب ناتج عن أسباب بيولوجية محددة . فالغالبية العظمى من الأطفال المضطربين سلوكيا يتمتعون بصحة جسمية جيدة .

### 2-عوامل بيئية
-البيئة الاجتماعية كالفقر، الاغتراب، فقدان المعنى والهدف من الحياة، عدم الانتماء، عدم تحمل المسؤولية الاجتماعية.
- البيئة الأسرية كالحرمان من الوالدين، أساليب معاملة الوالدين المتمثلة في العقاب، الحماية الزائدة، التفرقة بين الأبناء.
- البيئة المدرسية كالشدة المفرطة أو التساهل المفرط من قبل المدرس اوإدارة المدرسة.

### 3- عوامل نفسية
كالإحباط الذي يؤدي إلى العنف والسلوك العدواني، نقص الدافعية، نقص الإحساس، عدم تقدير الذات.

## سلوك إثارة الذات
قد يؤدي ضعف الاثارة الخارجية ونقص العلاقات الاجتماعية لدى الأطفال الذين يعانون من اضطرابات سلوكية إلى اللجوء إلى الاثارة الذاتية أو ما يعرف ايضاً بالسلوك النمطي (Stereotypic Behavior) أو السلوك الطقوسي (Ritualistic Behavior) حيث يقوم الطفل بتكرار أفعال لا يبدو انها تخدم غرضاً محدداً أكثر من كونها تزود الطفل بتغذية راجعة حسية أو حركية . وقد تشمل الاثارة الذاتية أرجحة الجسم والتصفيق باليدين أو الرجلين والتحديق بالضوء أو الاشياء التي تدور واللعب بالاصابع في المحيط البصري وتكرار الالفاض والمشي على اصابع القدمين وتكرار عبارات أغنية معينة. وقد يستمر بعض الأطفال في الانشغال بسلوك الاثارة الذاتية خلال معظم ساعات اليقظة، مما قد يؤدي إلى مزيد من العزلة الاجتماعية يحول دون اكتسابهم المهارات الوظيفية.وبالرغم من ان الاثارة الذاتية لا تسبب أذى جسمياً للشخص، فإنها استجابات شاذة تؤثر سلبيا على قدرته على الانتباه والاستجابة للمثيرات البيئية. ولذلك يولي اختصاصيو التربية الخاصة ايقاف هذه الاستجابات غير التكيفية اهتماماً كبيراً.
والاثـارة الذاتية ظاهرة شائعة بين الاشخاص المعوقين وبخاصة منهم المتخلفون عقليا، والتوحديون، والمعوقون بصريا . وتتباين الآراء حول أسباب هذا السلوك تبعاً للنظرية التي تقدّم التفسير . ولعل أكثر الاسباب قبولاً هو ان اثارة الذات تنتج عن النقص في الاثارة البيئية . ومعروف ان عدداً كبيراً نسبياً من الاشخاص المعوقين يفتقر إلى مهارات التفاعل البّبناء مع البيئة . وتفسّر النظرية السلوكية اثارة الذات استناداً إلى مبادئ الاشراط الإجرائي المعروفة وأما نظرية التحليل النفسي فترى ان هذه الظاهرة نتاج خلل شديد في العلاقة بين الطفل وأمه . ومهما يكن الامر، فأكثر الأساليب العلاجية فاعلية هي اساليب تعديل السلوك (وخاصة التصحيح الزائد، التعزيز التفاضلي للسلوكيات الأخرى وللسلوك البديل والتقييد الجسدي) والعقاقير الطبية وبخاصة الميلاريل (Mellaril).

## التشخيص
من الصعب تشخيصُ الاضطرابات السلوكية، والسببُ هو أنَّ الكثير من الأطفال يكونون كثيري التحدِّي وكثيري النسيان ومندفعين من وقتٍ إلى آخر. يتغيَّر تعريفُ السلوك «الطبيعي» للطفل بصورةٍ دائمةٍ؛ حيث إنَّ ما تراه عائلة ما سلوكاً طبيعياً للطفل، قد لا تراه كذلك عائلةٌ أخرى. يعتمد ما هو «طبيعي» على عوامل، مثل العِرق والإثنية العرقية والجنس والمستوى الاقتصادي إلى حدٍّ كبيرٍ، الأمر الذي يجعل من الصعب تشخيص حالات الاضطراب السلوكي. كما أنَّ مسألةَ اعتبار سلوك الطفل طبيعياً أم لا تعتمد على ما يلي من الأمور الخاصَّة بالطفل:
السن.
النمو النفسي والعاطفي.
النمو الفكري.
الشخصية.
النمو الجسدي.
للحصول على تشخيصٍ لاضطراب سلوكي، لابدَّ من ظُهور الأعراض عندَ الطفل لمدَّة ستَّة أشهر أو أكثر. ولابدَّ أن يكونَ مستوى خطورة هذه الأعراض أكثر من المستوى الذي يُعدُّ طبيعياً عند أطفالٍ آخرين في السنِّ نفسها، ويجب أن تحدث في أكثر من موقع. كما أنَّه لابدَّ من تدخُّل هذا الاضطراب بالحياة اليومية بشكل كبيرٍ. لا يوجد اختبارٌ واحد يمكن من خلاله تشخيص إصابة الطفل بالاضطراب السلوكي. ولكن بدلاً من ذلك، يجب على اختصاصيي الصحَّة المجازين جمع معلوماتٍ عن سلوك وبيئة الطفل، وهذا ما يقوم به عادةً أختصاصيو الصحَّة النفسية. يحاول اختصاصيو الصحَّة النفسية أوَّلاً استبعادَ احتمالات أخرى للأعراض الظاهرة على الطفل؛ فعلى سبيل المثال، يمكن أن تسبِّب بعضُ الحالات أو الأحداث أو الأوضاع الصحِّية سلوكاً مؤذياً مؤقَّتاً عند الطفل. في بعض الأحيان، يُجرى فحصٌ جسدي وفحص الدم لتحديد ما إذا كانت أعراضُ الاضطراب السلوكي ناجمةً عن ظرفٍ صحِّيٍ آخر. وفي حالاتٍ نادرةٍ، يمكن إجراءُ فحص للدماغ لاستبعاد وجود اضطرابات أخرى. كما يقوم الاختصاصيُّون بالتحقُّق من سجلاَّت المدرسة والسجلاَّت الطبِّية لمعرفة ما إذا كان يبدو أنَّ ظروف الطفل المنزلية أو المدرسية مجهدة أو مضطربة على نحوٍ غير عادي. كما يقومون بجمع المعلومات من أهل الطفل ومعلِّميه. يجري تشخيصُ إصابة الطفل باضطراب سلوكي إذا كانت المعلوماتُ التي يجري جمعُها مستوفيةً لمعايير اضطراب محدَّدٍ، ومن أهم المقاييس المستخمة في الكشف عن الاضطرابات السلوكية:
- مقاييس السلوك التكيفي .
- مقياس بيركس لتقدير السلوك .
- مقياس الشخصي لأيزنك .
- المقاييس الاسقاطية .

## العلاج
تعتمد معالجةُ الاضطراب السلوكي على نوع ومدى شدَّة أو خطورة الاضطراب. ويتكوَّن العلاج من علاجٍ بالتكلُّم أو التخاطب أو علاجٍ بالأدوية أو كليهما. خلال العلاج بالتكلم، يتعلَّم الطفلُ كيفية تأثير الاضطراب السلوكي في أفكاره وسلوكه ومزاجه ومشاعره. ويمكن تضمينُ التدريب على المهارات الاجتماعية لمساعدة الطفل على تعلُّم كيفية التعامل بإيجابيةٍ أكثر مع الأقران والبالغين. هناك العديدُ من الأنواع المختلفة للعلاج بالتكلُّم. ويمكن للجهة التي تقدِّم الرعايةَ المساعدة على اتِّخاذ القرار حول أفضل نوع للعلاج بالتكلُّم للطفل. وينبغي التحدُّثُ مع الجهة التي تقدِّم الرعاية للطفل لمعرفة المزيد عن الأنواع المختلفة للأدوية. يتَّفق معظمُ الخبراء على أنَّه لا ينبغي أن يقتصر علاجُ هذه الاضطرابات على الأدوية وحدها، حيث يجب أن يشمل العلاج شكلاً من أشكال العلاج بالتكلُّم والتدبير السلوكي. في غالب الأحيان، يكون علاجُ الاضطراب السلوكي الأكثر نجاحاً عند إشراك عائلة الطفل، حيث يمكن أن يتعلَّم الأهلُ وأفراد الأسرة تقنيات تساعدهم في تدبير مشكلة سلوك طفلهم.

### أدوية الاضطرابات السلوكية
يستهدف العلاج الدوائي للاضطرابات السلوكية علاج الاضطرابات الكامنة أو التي تحدث في نفس الوقت٬ فيمكن استخدام العديد من الأدوية لمعالجة أعراض اضطراب التصرف واضطراب التحدِي والمعارضة واضطراب نقص الانتباه مع فرط النشاط٬  عن طريق المنبهات التي تقلل من الاندفاع والنشاط المفرط وتزيد من الانتباه. وفي بعض الحالات يمكن استخدام أدوية أخرى لعلاج اضطرابات السلوك المؤذي.

### الآثار الجانبية لأدوية الاضطرابات السلوكية
بعض أدوية للاضطرابات السلوكية قد يكون لها آثار جانبية: بعض هذه الآثار الجانبية المحتملة تشمل: الأرق وسد الشهية والارتعاش وزياذة الاكتئاب واضطرابات القلب.